# Club Puerto Azul
El Club Puerto Azul es un club náutico y un complejo recreativo y deportivo ubicado en Naiguatá (litoral central de Venezuela)
 

## Historia

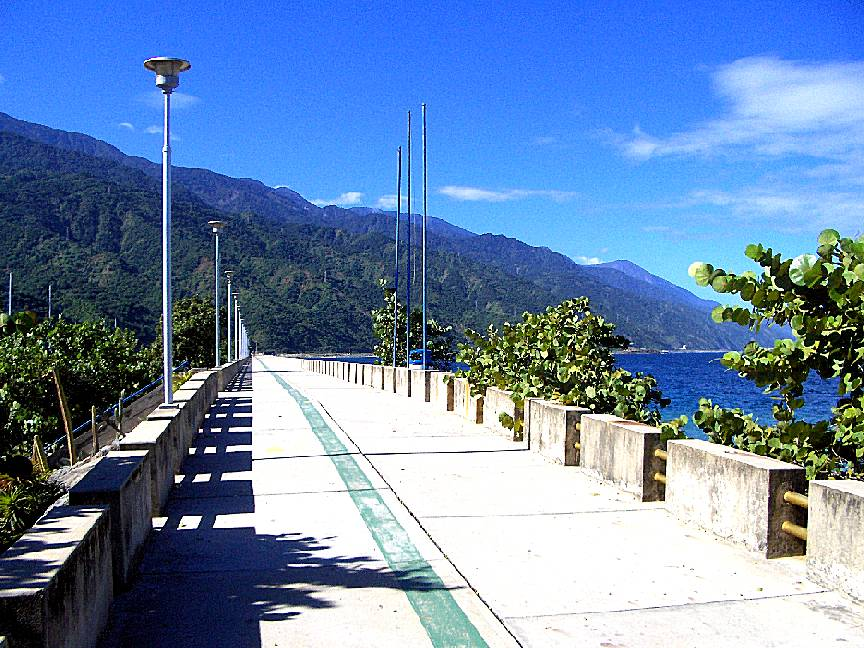
Malecón del Club Puerto Azul

Fue fundado por el Ingeniero y empresario Daniel Camejo Octavio, con la participación de su hijo Peter Camejo en 1955. Las obras preliminares comenzaron en 1954 en el litoral central, específicamente en el lado Oeste de la desembocadura del Río Naiguatá, Estado Vargas. Su propósito fue ofrecer a 6.000 familias de clase media-alta un espacio recreativo y deportivo de carácter privado, sin fines de lucro, que pudiera mantenerse con costos de afiliación y de mantenimiento no excesivos.  
 
Como centro náutico y deportivo de importantes dimensiones, se convirtió muy pronto en uno de los más importantes del país e incluso de la América Latina. Según Daniel Camejo Octavio, era fundamental fomentar el turismo, importante fuente de generación de empleos del Estado Vargas. Aseguraba que "el petróleo no tenía que ser la única vía de entrada de divisas a Venezuela".

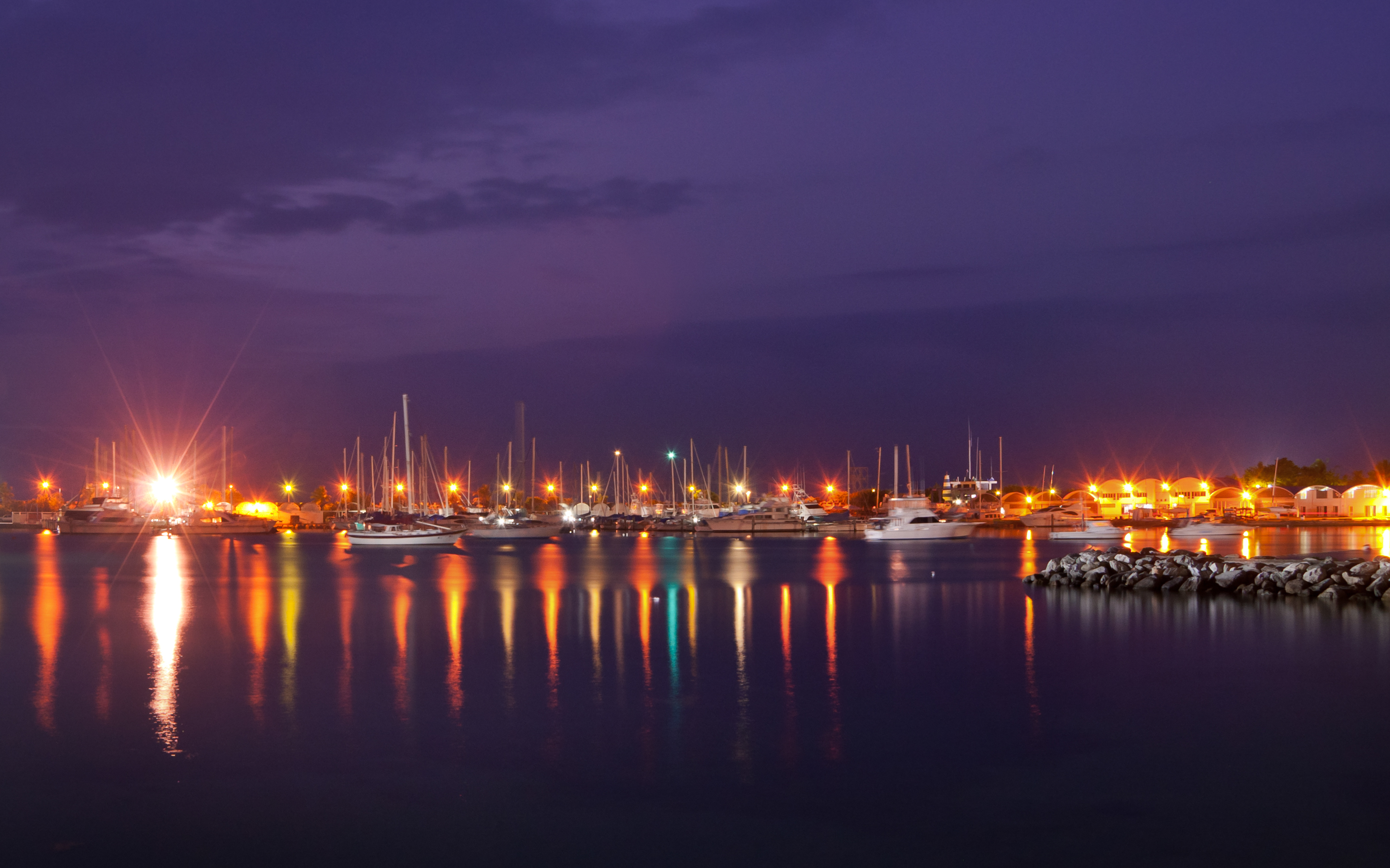
Vista al muelle del Club Puerto Azul tras el atardecer de Naiguatá.

Según Henrique Vera, en el plan general inicial del club en 1955 se previó un área, adjunta al acceso principal de las instalaciones (junto a la carretera La Guaira-Naiguatá) para la construcción de un centro comercial privado, que nunca se realizó. Al vender el terreno del centro comercial se utilizó para la construcción de un edificio residencial que se vendió bajo régimen de propiedad horizontal.
En sus cercanías sucesivamente se desarrollaron otros dos clubes sociales de alto prestigio, no solo de Venezuela sino de toda Suramérica, a saber: el Club Playa Azul, vecino de Puerto Azul y el Club Camurí Grande, situado a pocos kilómetros al este de Naiguatá. El Club Puerto Azul ha sufrido en sus seis y media décadas de existencia tres calamidades naturales, que lo dañaron obstensiblemente, sin llegar a destruirlo.
 
 
- 1) En julio de 1967, un maremoto debido al Terremoto de Caracas de 1967, cuyo epicentro fue en el mar en las afueras de Macuto a unos 17 km al oeste del Club, destruyó el malecón principal del puerto, inutilizando la bahía de la Marina Deportiva por algunos años; la construcción de un nuevo y ciclópeo malecón permitió reanudar sus actividades en 1969.

- 2) En diciembre de 1999, tras varios días de lluvias torrenciales ininterrumpidas, ocurrió un deslave múltiple de tierras (llamado la Tragedia de Vargas) y el desbordamiento del Río Naiguatá, dañando las instalaciones y sepultando de lodo varias zonas del Club, entre ellas la Marina Deportiva, por muchos meses. Se produjo un colapso catastrófico que afectó toda la región, con gran pérdida de vidas, vías de comunicación, agua potable, servicios y suministros. Durante el año 2000 y sucesivos, los socios del club lograron recuperar los espacios aunque no conservando del todo el diseño original.

- 3) En febrero de 2005, una nueva e intensa vaguada provocó otro desbordamiento del río, afectando varias instalaciones del club incluyendo las que se habían recuperado después del deslave de 1999.

En 2015, después de 60 años de su inauguración, el Club Puerto Azul era de nuevo una "isla feliz" en Venezuela, habiendo sido reconstruido y mejorado, con la excepción de su Playa Oceánica, que fue objeto de concurso de ideas para su rehabilitación.
 

## Características
El Club Puerto Azul consiste en una gran ensenada-puerto con terrenos adyacentes de lo que fuera la hacienda establecida en la época de la colonia. 
En efecto, en la que había sido la Hacienda "Longa España" fueron construidos tres edificios de 15 pisos con función hotelera para los socios llamados "residencias Santa María, la Pinta y la Niña" y un centro social de vanguardia arquitectónica que comprende una estructura central moderna  con funciones de círculo social y restaurantes con salones de fiesta, biblioteca, gimnasio, sauna, área comercial, complejo de tres piscinas, Bowling, cine semi techado (hoy clausurado), jardines (diseñados por Roberto Burle Marx) y canchas para la práctica del futbol, voleibol y el basketbol. 
 
El sector costero dispone de una playa llamada "mansa" (localizada dentro de la bahía del puerto) y otra abierta al mar llamada "oceánica". Inicialmente tenía un pequeño campo de golf, que luego fue convertido en área con bosque tropical playero de esparcimiento y recreación.
 
Inicialmente la "piscina olímpica" tenía trampolines de hasta diez metros de altura, pero fueron eliminados luego del desastre aluvional de 1999. En los terrenos del Club más cerca de la montaña hay una cancha de Fútbol y siete canchas de Tenis.
 
El Club dispone también de una capilla católica (ubicada en la planta baja de la residencia "Santa Maria") y tiendas (principalmente de artículos de playa) para los socios. El amplio estacionamento tiene casi 3000 puestos para automóviles ubicados en dos niveles de terreno.
 

(El ingeniero Daniel) Camejo Octavio, con base en su experiencia internacional sobre la materia, quiso aprovechar las condiciones topográficas del terreno y la configuración de las costas para tratar de agrupar, en un solo sitio un nuevo concepto de Club que pudiera ser financiado sin mayores complicaciones, ni exigencias desmesuradas para los futuros socios. Así, el diseño estuvo pensado para tener una playa oceánica como la de Waikiki en Hawai, una playa de aguas tranquilas como las de la Costa Azul en el Mediterráneo, las facilidades de los muelles y varaderos como los de Fort Lauderdale en Florida, edificios residenciales como "Laguna Beach Club", las diversiones y juegos de Long Beach en Long Island. Todo esto, adaptado y aplicado a la originalidad de los proyectistas, a un ambiente totalmente tropical, que permitiría la creación de un Club Social único en su género en el Mundo....El equipo de trabajo estuvo integrado por el Ingeniero Camejo Octavio y por el Ingeniero Bernardo Nouel. El paisajismo estuvo a cargo del arquitecto brasilero Roberto Burle Marx.  Dr. Huberto Henández Caliman

 
La Zona Náutica dispone no solo de un malecón y una Marina Deportiva con cuatro muelles para el atraque de unas 128 embarcaciones (yates de motor y veleros de hasta 21 metros): tiene también "Faro de Navegación" reconocido en todas las cartas marinas internacionales, zona de varadero, talleres (mecánica, madera, fibra), Escuela de Vela, Escuela de kayak, muelles flotantes, Zona de Pesca, Shop - ferretería marina, estacionamiento para embarcaciones menores (principalmente moto de agua y de vela Sunfish, Optimist, Laser) y estación de servicio (actualmente clausurada).

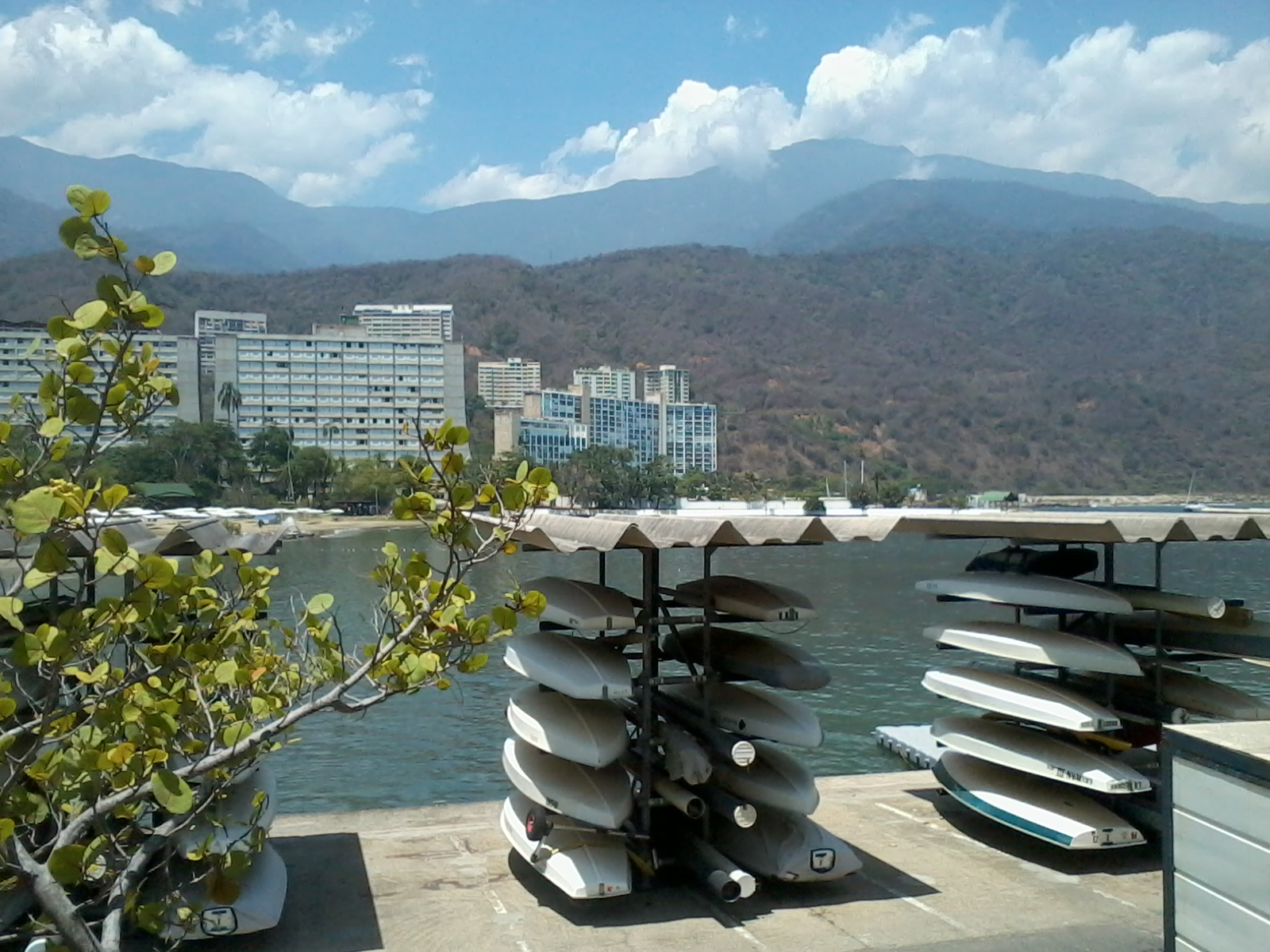
Malecón con barcos "Sunfish" de competencia

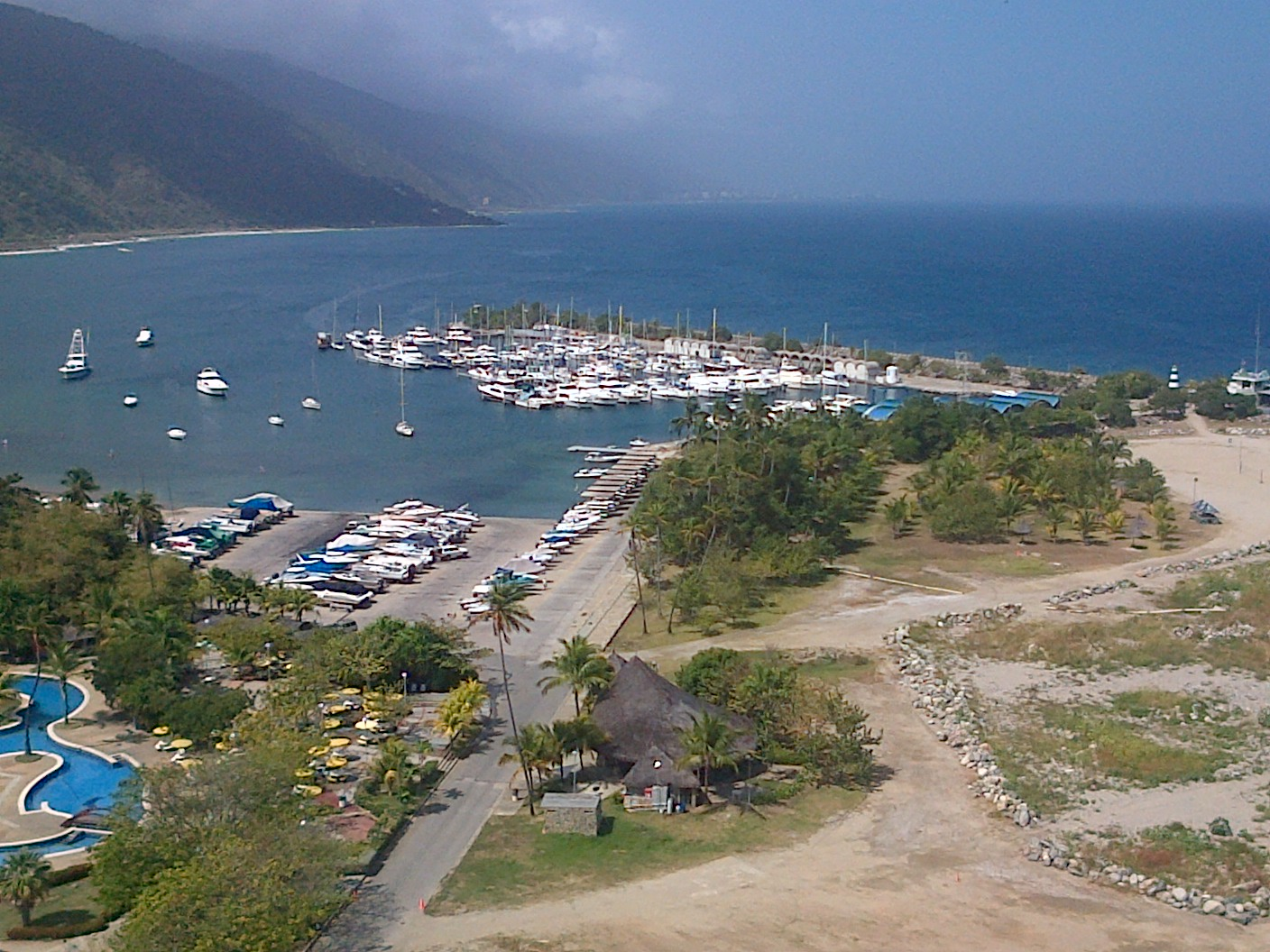
Vista del Puerto desde Naiguatá, con la Playa Oceánica dañada desde 1999

Una característica peculiar del Club Puerto Azul fue su sobrenombre de Pequeña Europa de Venezuela, por la gran cantidad de socios europeos que lo frecuentaron especialmente en los años setenta y ochenta. En efecto en 1980 de los seis mil socios, más de un millar venían de la península ibérica (especialmente catalanes, valencianos, portugueses, canarios y vascos), mientras había casi mil judíos (tanto sefardíes como originarios de Europa centro-oriental) y más de medio millar de italianos con también un centenar de alemanes y anglosajones.
Es decir que más de la mitad de los socios en esos años de la llamada "Venezuela Saudita" (enriquecida por el boom del precio del petróleo después de 1973) eran originarios de Europa. Este hecho dio origen a un ambiente cosmopolita que se tradujo -entre otras cosas ventajosas- en celebraciones como la "Fiesta de los Italianos" y la "Fiesta de los Catalanes" en los años setenta y como la actual "Fiesta de las Nacionalidades" celebrada el 12 de octubre de cada año.
En el Club se han desarrollado todos los deportes de mar, desde competiciones de vela hasta Esquí acuático a nivel nacional. La Pesca de altura ha sido siempre una de las actividades principales de los socios que frecuentan el puerto del Club, con competencias de nivel internacional. En mayo de 2014 se han realizado en el Club Puerto Azul parte de los Juegos Suramericanos de Playa de 2014: específicamente las competencias de Esquí náutico y de Vela.
En los salones de fiesta del moderno edificio del círculo social se han realizado conciertos y desfiles de moda con elecciones anuales de la "Reina de Puerto Azul". Una de estas reinas, la italo-venezolana nadadora Paola Ruggeri, fue ganadora de los concursos de Miss Venezuela 1983 y Miss Suramérica 1983 (y clasificó entre la finalistas del Miss Universo 1983).
 